# Nattvardsvin
Nattvardsvin eller kommunionvin kallas det vin som används vid den kristna ceremonin nattvard. 
De olika grenarna av kristendomen har olika syn på nattvardsvinet men vinet kallas Jesu blod i ceremonin (nattvardsbrödet kallas Jesu kropp). Användandet av vin och bröd härleds från Jesu sista måltid som det skrivs om i Bibelns evangelier.
Det finns även alkoholfritt "vin" som säljs under beteckningen kommunionvin. 